# 오랑우탄
오랑우탄(말레이어: orang hutan ‘숲의 사람’[*], 영어: orangutan)은 인도네시아와 말레이시아의 보르네오섬과 수마트라섬에만 분포하는, 긴 팔과 붉은 털을 가진 대형 유인원이다. 본디 두 섬의 오랑우탄은 연관된 아종으로 여겨졌으나, 최근 연구를 통해 별도의 종으로 분리되었다. 나무 위에 사는 영장류 중 가장 크다. 오랑우탄 중에서는 보르네오오랑우탄이 수마트라오랑우탄보다 약간 더 크다.
생각과 행동이 매우 신중하며 고릴라 다음으로 몸집이 큰 유인원이다. 키는 수컷이 150cm, 암컷이 120cm 정도이고 몸무게는 수컷이 80kg, 암컷이 50kg 정도이다. 오랑우탄의 팔은 서 있을 때 발목까지 닿는다. 수컷은 팔을 벌렸을 때의 길이가 2m가 되는 것도 있다. 온몸은 적갈색의 긴 털로 덮여 있으나 얼굴에는 털이 없고 어른이 된 수컷은 몸에서부터 가슴에 걸쳐 큰 목구멍주머니가 발달하여 얼굴 양족에 큰 주름이 생긴 독특한 모습으로 변모한다. 손바닥은 넓고 길며 첫째손가락은 매우 짧다. 거의 나무 위에서 생활하는데, 팔로 숲 꼭대기까지 기어올라가 조심스럽게 돌아다니며, 때로는 이 가지에서 저 가지 사이를 구름다리 타듯이 옮겨다닌다. 먹이는 야생 새알도 먹지만 주로 나무열매를 좋아하며, 한 나무의 열매를 다 먹을 때까지 며칠이라도 그 나무 부근에 머물러 있는다. 아주 드물지만 육식하는 경우가 있으며, 그 밖에 영양가가 풍부한 흙, 꽃 등을 먹기도 한다. 밤에는 나뭇가지를 꺾어 휘어서 보금자리를 만들어 잠을 잔다. 보금자리는 수일간 사용할 때도 있으나 매일 새로 만들어질 때가 많다.
단독생활을 하는 경우도 많지만 무리 생활도 하며, 무리를 이룰 때는 어른이 된 수컷과 암컷이 짝을 이룰 때도 있고 1-2마리의 암컷과 새끼들로 이룰 때도 있다. 모자간의 관계는 안정되어 있어서 새끼는 다 자랄 때까지 어미 곁에 있다가 성장하면 어미의 곁을 떠난다. 대체적으로 조용하고 온순하여 애완용 및 곡마용으로 키워지기 위해 사람에게 많이 잡혀간다. 남획과 삼림의 벌채로 야생 상태의 오랑우탄은 멸종위기종이며, 절멸을 막기 위해 보호되고 있다. 최근들어 벌채와 채광, 산불 등의 증가로 인해 서식지가 빠르게 파괴되고 있다. 현재 남은 오랑우탄 개체들은 100,000마리는 충분히 되는 것으로 보이나, 빠르게 감소하고 있어 보호가 시급하다.
오랑우탄의 잠재적 천적은 호랑이, 구름표범, 승냥이무리, 바다악어, 말레이가비알로 알려져 있다. 보르네오에는 호랑이, 승냥이가 없기 때문에 보르네오오랑우탄이 수마트라오랑우탄보다 땅에서 더 자주 발견되는 이유로 제안되었다.

## 하위 종
- 보르네오오랑우탄 (Pongo pygmaeus)
- 수마트라오랑우탄 (Pongo abelii)
- 타파눌리오랑우탄 (Pongo tapanuliensis)
- † 베트남오랑우탄 (Pongo hooijeri)